# 6e armée de chars de la Garde
Pour les articles homonymes, voir 6e armée.
La 6e armée de chars (en russe : 6-я танковая армия, parfois traduit « 6e armée de tanks »), puis 6e armée de chars de la Garde (en russe : 6-я гвардейская танковая армия), était une grande unité de l'Armée rouge durant la Grande Guerre patriotique (la Seconde Guerre mondiale), puis de l'Armée soviétique.

## Grande Guerre patriotique
La 6e est la dernière-née des armées de chars soviétiques, créée par l'ordre signé par Staline et Antonov du 20 janvier 1944, appliqué le 25 janvier : sont rassemblés en son sein le 5e corps de chars de la Garde (Stalingrad-Kiev) et le 5e corps mécanisé, complétés par le 156e régiment de tanks, le 57e régiment de mortiers (katiouchas) et le 181e bataillon du génie, le tout placé sous le commandement du lieutenant-général Andreï Grigorievitch Kravtchenko. Il s'agit donc de la plus faible des six armées de chars, les autres disposant de trois corps (deux de chars et un mécanisé).
Elle est affectée dès son ordre de formation au 1er front d'Ukraine du général Nikolaï Vatoutine, pour être engagée quelques jours plus tard dans l'offensive soviétique contre le saillant allemand de Kanev (ce que l'historiographie russe appelle l'opération Korsun-Shevchenkovski). Selon la doctrine militaire des opérations en profondeur prônée par l'Armée rouge (théorisée par Triandafillov et Toukhatchevski), une armée de chars (Танковая армия, abrégée en TA) est destinée à être engagée après une percée effectuée par une autre armée combinée (composée d'infanterie largement soutenue par des divisions d'artillerie et des brigades de tanks d'accompagnement) ; le rôle de l'armée de chars étaient de servir d'« échelon de frappe opérative » en s'enfonçant le plus loin possible en territoire adverse (jusqu'à 150 à 400 km), si possible ses corps d'armée avançant en parallèle, pour déstructurer tout le système ennemi. Les deux (3e et 5e dès mai-juin 1942) puis six armées de chars furent les fers de lance des principales offensives soviétiques de la seconde partie de la Grande Guerre patriotique.
Son premier engagement est en janvier-février 1944, lors de la percée du front allemand au nord-ouest de Kanev, puis l'encerclement et la réduction de la poche de Korsoun-Tcherkassy. En août 1944, elle participe à l'offensive Jassy-Kichinev, obtenant le titre de membre de la Garde soviétique le 12 septembre 1944.
Devenue la 6e armée de chars de la Garde, elle entre en Hongrie et combat lors de la bataille de Debrecen en octobre 1944, puis repousse l'opération Frühlingserwachen en mars 1945 et enfin fonce sur Vienne. Pour cette offensive, le 9e corps mécanisé de la Garde (ex 5e corps mécanisé avant septembre 1944) est rééquipé avec 126 M4A2. Le 9 mai 1945, jour de la capitulation allemande, son 2e corps mécanisé de la Garde a atteint Benešov en Bohême.
Transférée dans le district militaire de Transbaïkalie et regroupant désormais le 5e corps de chars de la Garde ainsi que les 7e et 9e corps mécanisés de la Garde, avec en plus des renforts d'infanterie et d'artillerie, l'armée est engagée en pointe lors de l'invasion soviétique de la Mandchourie (dans la partie appelée opération Khingano-Moukden), fonçant de 800 km en août 1945 (avec ravitaillement aérien).

## Guerre froide
D'abord casernée en Mongolie puis en Transbaïkalie, l'armée est déménagée en 1959 en Ukraine dans le district militaire de Kiev, avec QG à Dnipropetrovsk.

Ordre de bataille de la 6e armée de chars de la Garde en 1987.

### Commandement
- 1981 à 1983 : lieutenant-général Sokolov
- 1983 à 1985 : Sergueï Karsakov,
- 1985 à 1988 : lieutenant-général Tsvetkov, Vladlen Vasilyevich
- 1988 à 1989 : lieutenant-général Valentin Boryskin
- 1989 à 1991 : colonel-général Vasily Sotkov
- 1991 à 1992 : lieutenant-général Vitaly Radetsky (3 May 1991 – April 1992)

### Composition en 1988
À la veille de la dislocation de l'URSS, la 6e armée de chars de la Garde est une unité de second échelon constituée autour de quatre divisions de chars maintenues à un niveau d'alerte intermédiaire (catégorie III selon la classification américaine, à 60 % de son effectif). Elle compte aussi trois divisions de chars de réserve activables en cas de mobilisation grâce à du matériel prépositionné :
- 17e division de chars de la Garde[5] ;
- 22e division de chars de la Garde[6] ;
- 42e division de chars de la Garde[7] ;
- 75e division de chars de la Garde[8] ;
- 52e division de chars (mobilisation), devenue le 722e centre d'entraînement territorial en 1987[9] ;
- 58e division de chars de réserve (mobilisation), devenue le 747e centre d'entraînement territorial en 1987[10] ;
- 64e division de chars de réserve (mobilisation)[11].

| Composition en 1985                             | Composition en 1987                             | Formation en 1989                                       | Composition en 1991-1992 (Ukraine)                                                   |
| ----------------------------------------------- | ----------------------------------------------- | ------------------------------------------------------- | ------------------------------------------------------------------------------------ |
| 17e division de chars de la Garde               | 17e division de chars de la Garde               | 17e division de chars de la Garde                       | 17e division de chars ukrainienne                                                    |
| 22e division de chars de la Garde               | 22e division de chars de la Garde               | 22e division de chars de la Garde                       | Démantelée en 1990                                                                   |
| 42e division de chars de la Garde               | 42e division de chars de la Garde               | 42e division de chars de la Garde                       | Renommée 6299e base de stockage d'armes et d'équipement en 1990 / Démantelée en 1991 |
| 75e division de chars de la Garde               | 75e division de chars de la Garde               | Renommée 5362e base de stockage d'armes et d'équipement | Démantelée en 1990                                                                   |
| 52e division de chars (mobilisation)            | Renommée 722e centre d'entraînement territorial | Renommée 5359e base de stockage d'armes et d'équipement | Démantelée en 1991                                                                   |
| 58e division de chars de réserve (mobilisation) | Renommée 747e centre d'entraînement territorial | Renommée 5361e base de stockage d'armes et d'équipement | Démantelée en 1990                                                                   |
| 64e division de chars de réserve (mobilisation) | 64e division de chars de réserve (mobilisation) | Renommée 5360e base de stockage d'armes et d'équipement | Démantelée en 1991                                                                   |

## Après 1991 - Ukraine
Commandant : Vassyl Sobkov de 1989 à 1991, puis Vitalyi Radetskyi de 1991 à 1992.
Après la dislocation de l'URSS, la 6e armée de chars fait partie de l'Armée de terre ukrainienne, avec une rapide réduction des effectifs pour devenir en août 1993 le 6e corps d'armée, toujours à Dnipropetrovsk (ville renommée Dnipro en 2016).
À sa suppression en 2013, ses deux principales unités passent alors sous les ordres du commandement opérationnel est ukrainien : d'une part la 17e brigade de chars (ex 17e division de chars de la Garde), d'autre part la 93e brigade mécanisée (ex 93e division de fusiliers motorisés de la Garde).